# Come Out of the Kitchen
Come Out of the Kitchen er en amerikansk stumfilm fra 1919 af Jack Robertson.

## Medvirkende
- Marguerite Clark som Claudia Daingerfield
- Frances Kaye som Elizabeth Daingerfield
- Bradley Barker som Paul Daingerfield
- Albert Hackett som Charles Daingerfield
- George Stevens som Mr. Daingerfield